# GNOME Builder
 (avril 2023).
GNOME Builder est un environnement de développement intégré développé par la GNOME Foundation.
La première version est sortie le 24 mars 2015 à la suite d'un projet de Financement participatif via la plateforme IndieGoGo.
Il prend en charge l'intégration de technologies comme GTK+, GLib ainsi que les API GNOME
Cet EDI est Open-Source, le code est disponible sur le dépôt officiel sous la licence publique générale GNU.

## Fonctionnalités
GNOME Builder propose des fonctionnalités comme :
- La coloration syntaxique
- L'auto-complétion de code basé sur Clang, Python, et Vala
- La recherche globale
- Une carte de vue sur l'ensemble du code
- L'indentation automatique
- Les raccourcis clavier[7]
- L'utilisation des raccourcis Vim, Emacs et Sublime Text
- Intégration avec Git
- Un débogueur intégré
- L'édition de code côté à côté
- Un aperçu pour le Markdown, HTML, reStructuredText et Sphinx
- Un mode sombre

## Langages supportés
GNOME Builder supporte 7 langages informatiques  :
- C
- C ++
- C #
- JavaScript
- Python
- Rust
- Vala